# 布和
布和（1962年10月—），男，蒙古族，中华人民共和国政治人物，曾任通辽市人民检察院检察长，内蒙古自治区高级人民法院党组副书记、副院长等职，2021年11月4日因涉嫌严重违纪违法，接受接受内蒙古自治区纪委监委调查。